# 迫田英典
迫田 英典（さこた ひでのり、1959年10月11日 - ）は、日本の財務官僚。第47代国税庁長官。森友学園をめぐる問題で、国有地の売却交渉が行われたときの財務省理財局長を務めた。

## 来歴
山口県豊北町（現下関市豊北町）出身。山口県立山口高等学校卒業。1982年3月、東京大学法学部第2類（公法コース）卒業。同年4月、大蔵省入省。関税局企画課に配属される。入省同期に、片山さつき（自民党参議院議員）、福田淳一（財務次官、主計局長）、佐川宣寿（国税庁長官）、梶川幹夫（関税局長）、田中修（税務大学校長） 、遠藤俊英（金融庁長官）らがいる。
2014年7月4日、財務省大臣官房総括審議官に就任。

### 森友学園問題
2015年7月7日、財務省理財局長に就任。大阪府豊中市の国有地をめぐり、学校法人森友学園との売買交渉に当たった。
2016年6月17日、第47代国税庁長官に就任。その直後の6月20日、財務省近畿財務局は、森友学園との間で売買契約を締結した。売却金額は非公開とされた。
2017年2月9日、朝日新聞が、払い下げの国有地に新設予定の安倍晋三記念小学校の名誉校長が安倍昭恵であること、森友学園側に契約違反があった場合、国が「1億3400万円」で買い戻す特約がついていたこと、森友学園の籠池泰典理事長が売却額が買い戻し特約と同額と認めたこと、売却額は同じ規模の近隣国有地の10分の1であること、籠池が日本会議大阪の役員を務めていることなどを報じた。
同年2月17日、安倍晋三首相は衆議院予算委員会で野党から追及を受けると「私や妻が関係していたということになれば、まさに私は、それはもう間違いなく総理大臣も国会議員もやめるということははっきりと申し上げておきたい」と答弁した。同年2月26日、財務省は、国有地売却の決裁文書から安倍昭恵、鴻池祥肇の秘書、平沼赳夫の秘書、北川イッセイの副大臣秘書官らに関する記述を「できる限り早急に」削除するよう、近畿財務局の職員7人にメールで指示。近畿財務局は同日から文書の改竄を開始した。安倍首相と籠池の関係を指し示す記述も改竄が行われ、「籠池康博氏は、『日本会議大阪代表・運営委員』を始めとする諸団体に関与」「日本会議と連携する組織として、超党派による『日本会議国会議員懇談会』が平成9年5月に設立され、現在、会長に平沼赳夫議員、副会長に安倍晋三総理らが就任」などの文言が削除された。
同年3月22日、豊中市議会議員の木村真、市民ら230人は、土地の売却を担当した財務省近畿財務局の職員を氏名不詳のまま背任容疑で大阪地検特別捜査部に告発した。
同年3月24日、迫田は参議院予算委員会に参考人として出席。「当時、本件について報告を受けたことはなく政治的な配慮をするべくもなかった」と答弁した。国会議員やその秘書からの問い合わせがあったかどうかについても「一切なかった」と否定した。
同年5月15日、市民団体「健全な法治国家のために声をあげる市民の会」（代表：八木啓代）は、財務省が森友学園との交渉記録を廃棄したとして、迫田、佐川宣寿、田中一穂、中尾睦、武内良樹、田村嘉啓、池田靖ら7人に対する公用文書等毀棄容疑での告発状を東京地方検察庁に提出した。同年9月15日、東京地検は告発のあった被疑事件を大阪地検特捜部に移送した。
2018年3月26日、社会民主党の福島瑞穂は参議院予算委員会で、迫田、安倍昭恵、今井尚哉、昭恵の元秘書官の谷査恵子の証人喚問を要求した。同年3月29日、希望の党の緑川貴士も衆議院本会議で「迫田、安倍昭恵、今井、谷の証人喚問は必須と考える」と述べた。同年5月31日、大阪地検特捜部は、迫田ら財務省関係者38人全員を不起訴処分とした。同年6月13日、「健全な法治国家のために声をあげる市民の会」は不起訴処分を不服として、迫田ら被疑者24人について大阪検察審査会に申立てをしたが、結局、全員、不問とされた。

## 職歴
- 1985年7月、大蔵省大臣官房調査企画課調査主任[38]。
- 1986年7月、大蔵省大臣官房調査企画課調査係長[39]。
- 1987年7月、大川税務署長。
- 1988年、大蔵省大臣官房付 兼 内閣官房[40]。
- 1989年、理財局国債課長補佐（外債、流通）[41][42]。
- 1990年、理財局総務課長補佐（総合資金、資金調整、調査）[41]。
- 1991年、主計局総務課長補佐（企画）[43]。
- 1992年、和歌山県総務部財政課長[44]。
- 1994年、主計局主計官補佐（農林水産第4係主査）[41]。
- 1995年、主計局主計官補佐（農林水産第1係主査）[41]。
- 1997年、大臣官房文書課長補佐 兼 文書課法令審査室長[41]。
- 1999年7月、東京国税局徴収部長。
- 2000年、金融庁総務企画部信用課信用機構室長。
- 2002年、徳島県庁企画総務部長[45][10]。
- 2004年、主計官（農林水産係担当）。
- 2006年、主計官（厚生労働係担当）。
- 2008年7月、主計局総務課長。
- 2009年7月、財務省大臣官房総合政策課長。
- 2010年7月、主計局次長（末席）。
- 2011年8月、内閣官房内閣官房副長官補室内閣審議官 兼 内閣官房社会保障改革担当室審議官 兼 内閣官房東日本大震災復興対策室審議官。
- 2013年6月、関東信越国税局長。
- 2014年7月4日、財務省大臣官房総括審議官。
- 2015年7月7日、理財局長[6]。
- 2016年6月17日、第47代国税庁長官[10][11]。
- 2017年7月5日、国税庁長官を退官[46]。
- 2018年1月、TMI総合法律事務所顧問及び三井不動産顧問に就任した[47][48]。
- 2020年、SOMPOホールディングス株式会社顧問兼SOMPO未来研究所株式会社理事長。
- 2022年、株式会社Wealth Brothers顧問、SOMPOインスティチュート・プラス株式会社エグゼクティブ・アドバイザー。

## 著作
- 図説日本の財政 平成22年度版（2010年、東洋経済新報社）、編著[49]